# Initiative Pulkautal
Die Initiative Pulkautal ist eine aus sechs Gemeinden im Bezirk Hollabrunn bestehende Kleinregion in Niederösterreich, die von der NÖ.Regional betreut wird.

## Geschichte und Ziele
Im Jahre 1993 wurde die Kleinregion Pulkautal gegründet und widmet sich seit der Entwicklung eines kleinregionalen Entwicklungskonzeptes den Schwerpunkten Tourismus, Landwirtschaft, Wirtschaft, Leben in der Region, Organisation und Gemeindekooperation. Verwaltet wird die Initiative Pulkautal von einem Verein, dem die Bürgermeister aller sechs Gemeinden angehören.
Die Kleinregion Pulkautal ist Klima- und Energiemodellregion und befasst sich mit Einsparungspotenzialen für Energie im öffentlichen, privaten und gewerblichen Bereich, bedarfsorientiertem öffentlichen Verkehr, Bewusstseinsbildung durch Vernetzung und Einbindung der Bevölkerung, Machbarkeitsanalyse und Umsetzungsbegleitung für erneuerbare Energie (Biomasse, Sonne, Wind, Wasser) im Pulkautal, Bürgerbeteiligungsmodellen für die Beteiligung der Bevölkerung an der regionalen Energieproduktion, Stärkung der regionalen Wertschöpfung durch Verbleib der Kaufkraft in der Region, Integration der Bevölkerung in die einzelnen Projekte und Errichtung eines Beratungs- und Entwicklungszentrums.
Durch die NÖ.Regional flossen hohe Förderbeträge in die Kleinregion, mit denen etwa in den Kellergassen Zeichen gesetzt werden konnten, wie die Renovierung dieses einzigartigen Kulturgutes unter Bedachtnahme auf die wirtschaftliche Notwendigkeit gestaltet werden kann.
Ein Projekt, das durch die Initiative Pulkautal gefördert wird, nennt sich „Auf Simon Polt´s Spuren“, mit dem Wanderern und Radfahrern die Möglichkeit geboten werden soll, die Landschaft des Pulkautales auf den Spuren von Simon Polt zu erkunden und somit zur Belebung von Tourismus und Wirtschaft beizutragen. Dabei können die mit Schautafeln ausgestatteten Drehorte der Polt-Filme besucht werden. Dem kulturellen Aspekt wird dadurch Rechnung getragen, dass der Autor der Polt-Krimis, Alfred Komarek, bei den einzelnen Labstationen aus seinen Werken liest.

## Mitgliedsgemeinden
Der Kleinregion Initiative Pulkautal gehören folgende Gemeinden als Mitglieder an:
- Gemeinde Alberndorf im Pulkautal
- Marktgemeinde Hadres
- Marktgemeinde Haugsdorf
- Marktgemeinde Mailberg
- Marktgemeinde Pernersdorf
- Marktgemeinde Seefeld-Kadolz